# Xabier Montoia
Xabier Montoia, né le 24 septembre 1955 à Vitoria-Gasteiz, est un musicien, un poète et écrivain basque espagnol de langue basque. Dans le parcours artistique de Montoia, littérature et musique ne font qu'un. Il considère que la chanson et l'écrit doivent passer avant son auteur.

## Biographie
Sa carrière musicale commence au début des années 1980, quand il crée le groupe « Hertzainak ». Il quitte le groupe et avec Kaki Arkarazo, il fonde M-ak avant de commencer à chanter en solo, un groupe aujourd'hui considéré comme culte au Pays basque. Avec ce groupe, Xabier Montoia enregistre un total de cinq albums. M-ak est dissout en 1991. Jusqu'en 1995, Xabier Montoia ne créera rien musicalement parlant. Durant cette année, il publie son premier album solo Beti oporretan. En 2002, c'est la parution de son quatrième album Ni ez naiz Xabier Montoia, et en 2011, de son cinquième Montoiaren mundu miresgarria .
Sa carrière littéraire commence en 1983, année où il publie son premier livre Anfetamiña. Il publiera la plupart de ses œuvres dans la maison d'édition Susa. Ce livre a été suivi par trois poèmes, des romans, de huit livres de fiction et d'un livre de critique sociale. En 1998, le département de la culture du Gouvernement basque lui attribue le prix Zabalkunde, pour l’œuvre Gasteizko hondartzak et reçoit également le prix Euskadi d'une première diffusion pour Gasteizko hondartzak. Il reçoit une seconde fois le prix Euskadi de littérature en 2007 pour Euskal Hiria sutan.

## Discographie

### M-ak
- M-ak, IZ, 1983 ;
- Emeak, eta arrak, Nuevos Medios, 1986 ;
- Zuloa, IZ, 1987 ;
- Barkatu ama, IZ, 1989 ;
- Gor, Zarata, 1990.

### Albums en solo
- Beti oporretan, Esan Ozenki, 1995 ;
- Hemen, Esan Ozenki, 1997 ;
- Lagunak, adiskideak... eta beste hainbat etsai, Esan Ozenki, 1999 ;
- Ni ez naiz Xabier Montoia, Metak, 2002 ;
- Montoiaren mundu miresgarria, Bidehuts, 2011.